# Pori Jazz

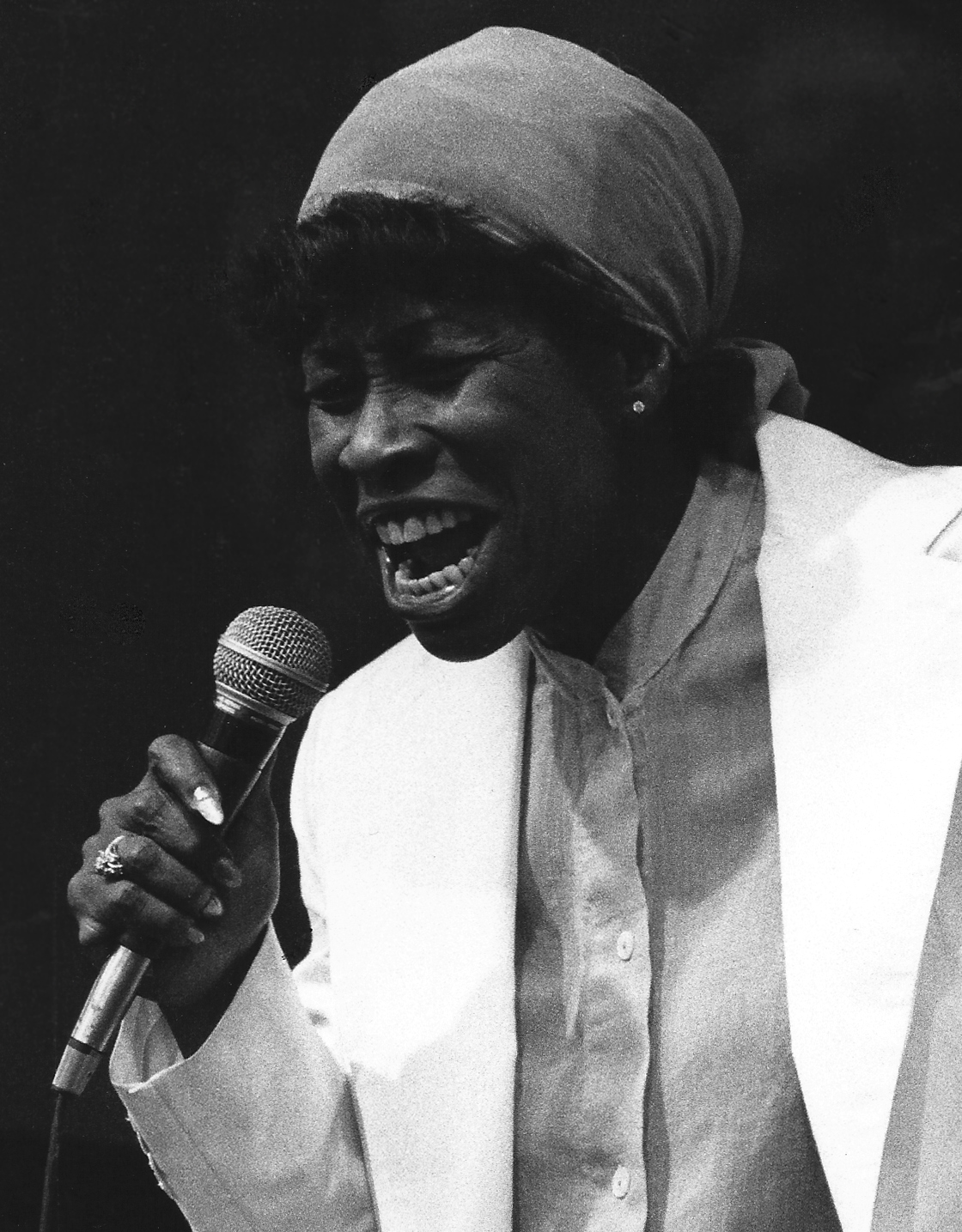
Betty Carters Auftritt 1978 bei Pori Jazz

Pori Jazz ist ein internationales Jazzfestival, das jeden Sommer in Kirjurinluoto, Pori, im Südwesten Finnlands, stattfindet. Das erste Pori Jazz Festival wurde im Juli 1966 von dem Verein Pori Jazz 66 e. V. organisiert. Das Festival ist eines der größten Jazzfestivals in Europa, und aufgrund der Besucherzahl und der verkauften Tickets das größte Festival in Finnland. Auf dem Festival wird nicht nur Jazz gespielt, sondern auch andere Genres wie Blues, Soul, Funk, Hip-Hop, Rhythm & Blues und Reggae sind zu hören. Zahlreiche weltberühmte Musiker (wie z. B. Stevie Wonder, Alicia Keys, Bob Dylan, Miles Davis, Kanye West) haben auf Pori Jazz gespielt.

## Geschichte

### Das erste Festivaljahr
Als Veranstalter des Jazzfestivals wurde im Mai 1966 die Pori Jazz 66 e. V. gegründet. Das erste Pori Jazz Festival fand vom 16. bis 17. Juli 1966 in Pori statt. Der Anfang des Pori Jazz war schlicht: Während der zwei Festivaltage gab es zwei Konzerte und eine Jamsession. Im Hauptkonzert am Samstag traten unter anderem Ted Curson, Carola, George Russell Workshop Band und viele andere Künstler auf. Um Mitternacht gab es nach dem Hauptkonzert eine Jamsession.
Am Sonntag fand ein Nachmittagskonzert unter freiem Himmel statt. Etwa 300 Jazzfans kamen nach Kirjurinluoto, um die Musik zu hören. Dieser Sonntagnachmittag wurde als so gelungen empfunden, dass in den folgenden zwanzig Jahren das Sonntagskonzert „Picknickkonzert“ genannt wurde. Das erste Pori Jazz Festival hatte etwa 1.300 Besucher. Der Erlös des Festivals betrug 379 Finnische Mark, aber nach Abzug von Spesen blieben 49 Mark übrig. Wegen der positiven Resonanz wurde die Veranstaltung seitdem jedes Jahr organisiert.

### 1966–1990
In den folgenden Jahren wuchs die Besucherzahl beständig. Im Jahr 1970 gab es ein Gesamtpublikum von 18.000 Personen. Zwanzig Jahre später (1990) waren es schon 60.000 und 2010 162.000 Festivalbesucher.
Die Dauer der Veranstaltung hat sich während der Jahre geändert. 1966 dauerte Pori Jazz zwei Tage, 1967 bereits drei Tage, 1975 vier Tage und Anfang der 1980er Jahre fünf Tage lang. Seit 1985 erstrecken sich die Konzerte über neun Tage.
Die Geschichte des Pori Jazz teilt sich in verschiedene Perioden. Die drei ersten Jahre waren die Feiern für ausgesprochene Jazzfreunde. Dank wachsender Beliebtheit begannen ab 1969 auch andere Musikliebhaber das Festival zu besuchen.

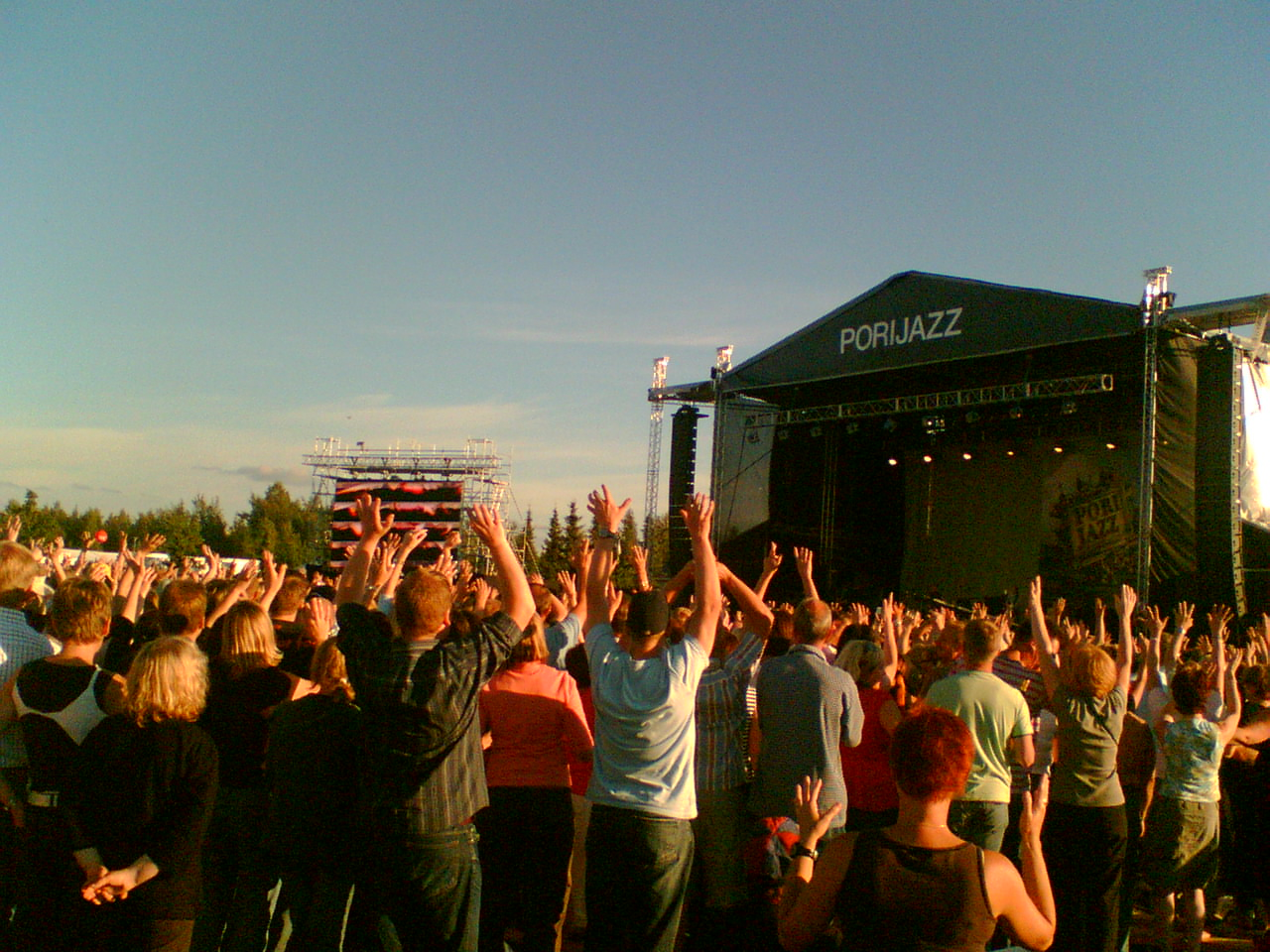
Publikum beim Auftritt von Sting auf der Hauptbühne von Pori Jazz (2006)

In den 1970er Jahren wurden Pop- und Rockmusik sehr beliebt in der Welt und die Jazzmusik musste um ihre Zukunft kämpfen. In diesen Jahren war Pori Jazz fast die einzige Möglichkeit, um erstklassigen Jazz in Finnland zu hören. Ende der 1970er Jahre war die Zukunft des Pori Jazz Festivals wegen der schlechten finanziellen Situation sehr unsicher. In den 1980er Jahren wurde das Programmangebot auf andere Musikstile erweitert. Am Ende des Jahrzehntes erlebte das Festival dennoch zum zweiten Male finanzielle Schwierigkeiten.

### Pori Jazz heute
Pori Jazz war das erste und lange auch das einzige Jazzfestival in Finnland. Heute ist Pori Jazz ein vielseitiger Treffpunkt für alle, die rhythmische Musik mögen. Laut einer wirtschaftlichen Untersuchung ist Pori Jazz die interessanteste und bekannteste Sommerveranstaltung in Finnland. In den 1990er und 2000er Jahren ist die Besucherzahl weiter gewachsen. 2010 besuchten insgesamt 155.000 Menschen das Festival. Auf den kostenlosen Konzerten gab es 95.000 Zuhörer, auf den kostenpflichtigen 60.000 Zuhörer.

### Konzerte

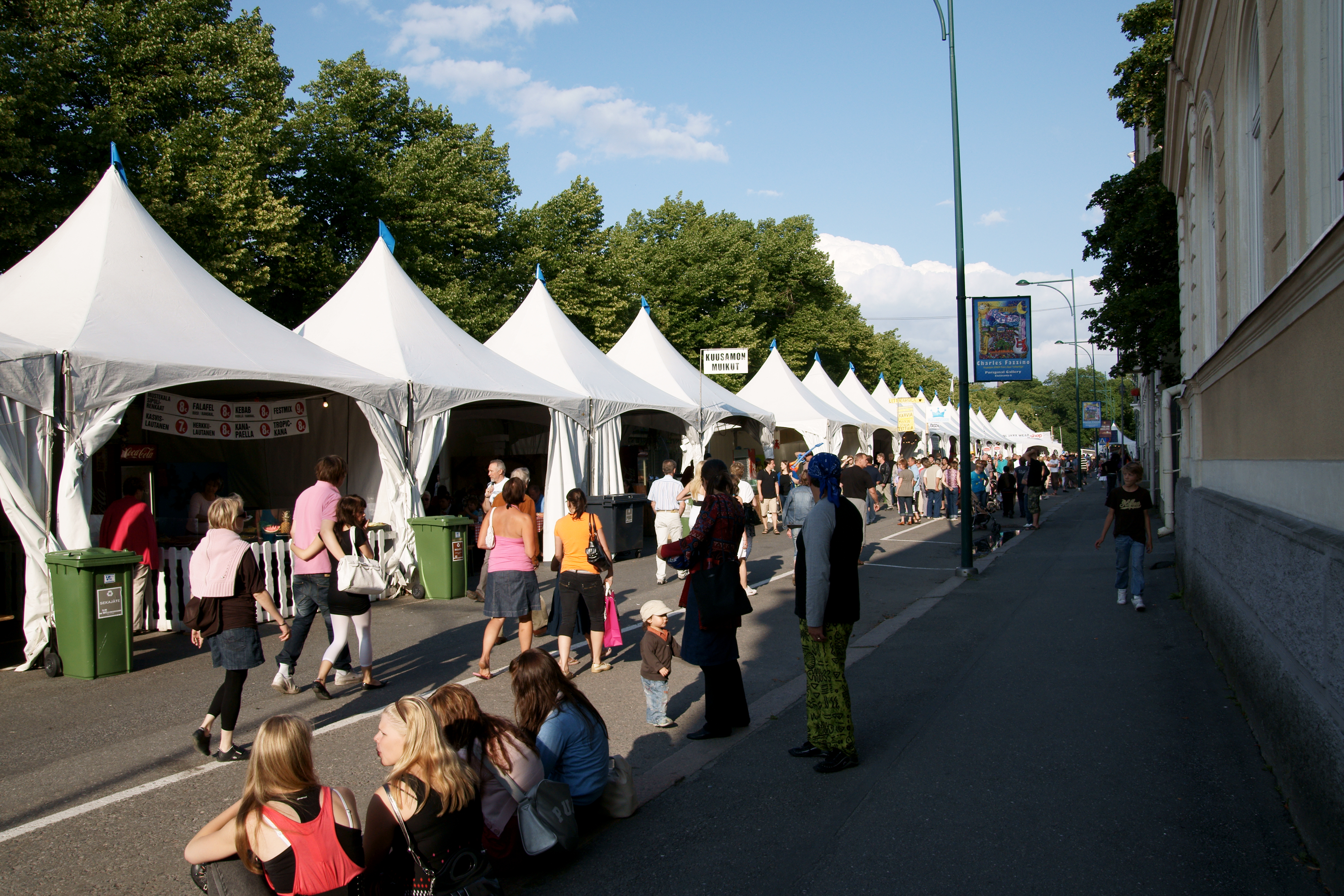
Jazzstraße (2009)

Das heutige Pori Jazz Festival kulminiert in den Hauptkonzerten, die von Donnerstag bis Sonntag in der Kirjurinluoto Arena, auf Kirjurinluoto, stattfinden. Diese Hauptkonzerte sind gebührenpflichtig, hier spielen die berühmtesten Musikkünstler. Im Jahr 2012 waren die Hauptattraktionen Norah Jones, Emeli Sandé, Janelle Monáe, Estelle und Paul Anka.
Daneben gibt es kostenlose Konzerte. Ungefähr 70 Prozent aller Konzerte sind kostenfrei, die meisten befinden sich in der Umgebung der sogenannten Jazzstraße. Im Jahr 2012 gab es insgesamt 126 Konzerte, davon 89 ohne Eintritt.

### Jazzstraße
Am Ufer des Flusses Kokemäenjoki befindet sich die Jazzstraße, ein Festivalgelände voller Musik, Restaurants und Verkaufsstände. Während des Pori Jazz Festivals wird die Straße für den Verkehr gesperrt. 2011 gab es dort fast 100 verschiedene Verkaufsstellen.  Es ist möglich, Design und Handwerkliches, Süßigkeiten, offizielle Pori Jazz-Produkte sowie finnische als auch ausländische Küche zu genießen. Zahlreiche kostenlose Konzerte finden entlang der Jazzstraße statt, tags und nachts.

## Weblinks

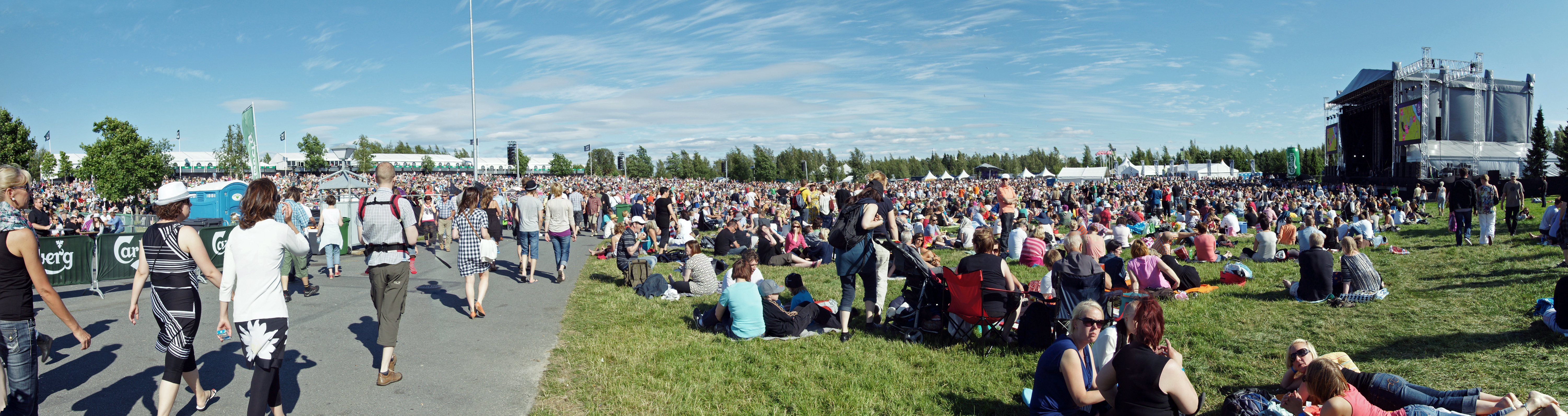
Pori Jazz (2012)

### Bekannte Künstler, die bislang bei Pori Jazz aufgetreten sind
| - Alicia Keys - Art Ensemble of Chicago - B. B. King - Benny Goodman - Björk - Bo Diddley - Bob Dylan - Bobby McFerrin - Boz Scaggs - Bomfunk MC’s - Buena Vista Social Club - Cab Calloway - Carla Bley - Chaka Khan - Charles Lloyd - Chick Corea - Chuck Berry - De La Soul - Dizzy Gillespie - Duffy - Earth, Wind & Fire - Elton John - Emeli Sandé - Erykah Badu - Estelle - Fats Domino - Gary Moore - George Clinton - Gloria Gaynor - Herbie Hancock - Isaac Hayes - James Brown - Jamiroquai - Joe Cocker - Joe Satriani - Jorma Kaukonen | - Kanye West - Kool & The Gang - Lauryn Hill - Little Richard - Manhattan Transfer - Mary J. Blige - Massive Attack - Mezzoforte - Miles Davis - Muddy Waters - N.E.R.D - Norah Jones - Oscar Peterson - Paul Anka - Paul Simon - Phil Collins - Ray Charles - Reiska Laine - Ringo Starr - Santana - Shaggy - Sly & The Family Stone - Stevie Ray Vaughan - Stevie Wonder - Sting - Ted Curson - Terje Rypdal - The Roots - Tito Puente - Tom Jones - UB40 - Van Morrison - Yellowjackets - Youssou N’Dour - Ziggy Marley |